# A549-Zellen
A549-Zellen (auch als hA549 oder A-549 bezeichnet) sind eine spezifizierte, humane Zelllinie, die in der Molekularbiologie und Virologie für Zellkulturen verwendet wird. Sie stammt von einem explantierten Adenokarzinom der Lunge eines 58-jährigen Amerikaners. Die Zellen wurden 1972 von Donald J. Giard am MIT etabliert. A549-Zellen werden für pharmakologische Untersuchungen, Transfektion und Virusvermehrung verwendet.
A549-Zellen sind hypotriploid mit unterschiedlichem Chromosomenbesatz von etwa 66 sowie multiplen Mutationen. Sie synthetisieren relativ viel Lecithin, wobei sie den Cytidin-Diphosphocholin-Stoffwechselweg nutzen. Die Zellen wachsen adhärent als Monolayer, als Zellkulturmedium wird RPMI-1640, Ham′s F12K oder DMEM jeweils unter Zugabe von FKS verwendet.